# Rue de la République (Grenoble)
Pour les articles homonymes, voir Rue de la République.
La rue de la République est une voie publique de la commune française de Grenoble. Située dans le quartier de l'Hyper-centre, un des quartiers les plus animés de la ville, partiellement réaménagé en zone piétonne.
Celle-ci est historiquement positionnée sur le tracé de la partie méridionale des remparts romains de Gratianopolis, datant de la période antique et retrouvés durant la seconde moitié du XXe siècle.

## Situation et accès

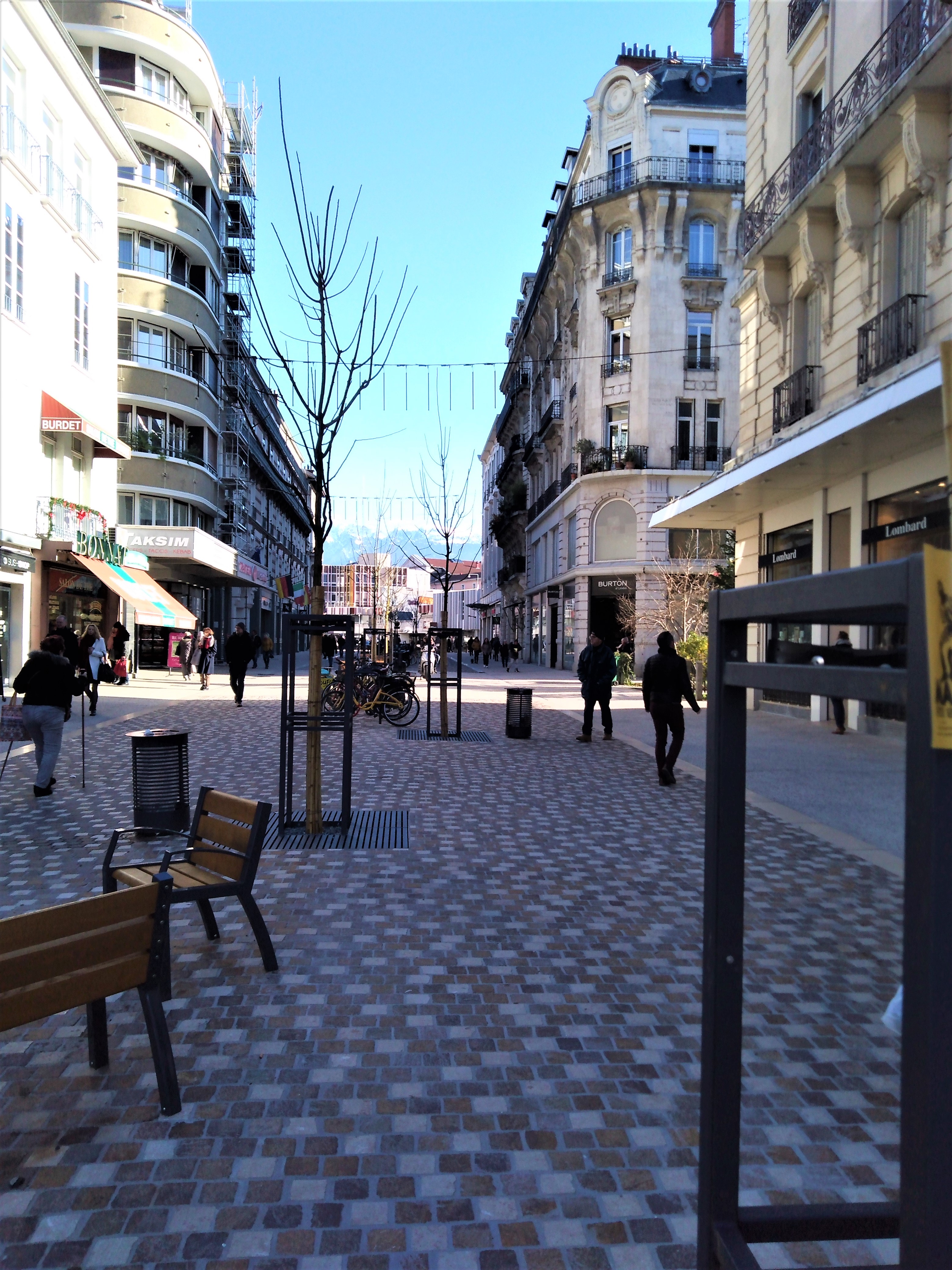
Partie piétonne de la rue de la République

### Situation
Cette voie, partiellement piétonne, débute place Grenette et s'achève place Sainte-Claire, à l'angle de la rue Alphand, par le numéro 26.

### Accès

#### À pied
La rue, comprise partiellement dans la zone piétonne de la ville, au cœur de la principale zone commerciale de la ville, est accessible aux passants depuis n'importe quel point de ce quartier et du quartier Notre-Dame, le plus ancien de Grenoble.

#### Transport public
La rue de la République est principalement desservie par les lignes A et B et D du tramway de Grenoble. Les stations Hubert Dubedout - Maison du Tourisme et Sainte-Claire-Les Halles sont les plus proches de cette voie.
La rue et la rue Raoul-Blanchard, qui lui est parallèle, comprend un grand parking urbain, situé sous l'office de tourisme et dénommé « Parking Grenoble Lafayette » qui comprend 297 places de stationnement.

## Origine du nom
La rue prend ce nom peu avant la Première guerre mondiale. Selon Claude Muller, historien local, la partie neuve de la rue (entre la rue Philis de la Charce et la place Sainte-Claire), créée en 1965, faillit se dénommer rue Esmonin, mais face à l'opposition des riverains et des commerçants, la municipalité renonça à cette idée.

## Historique

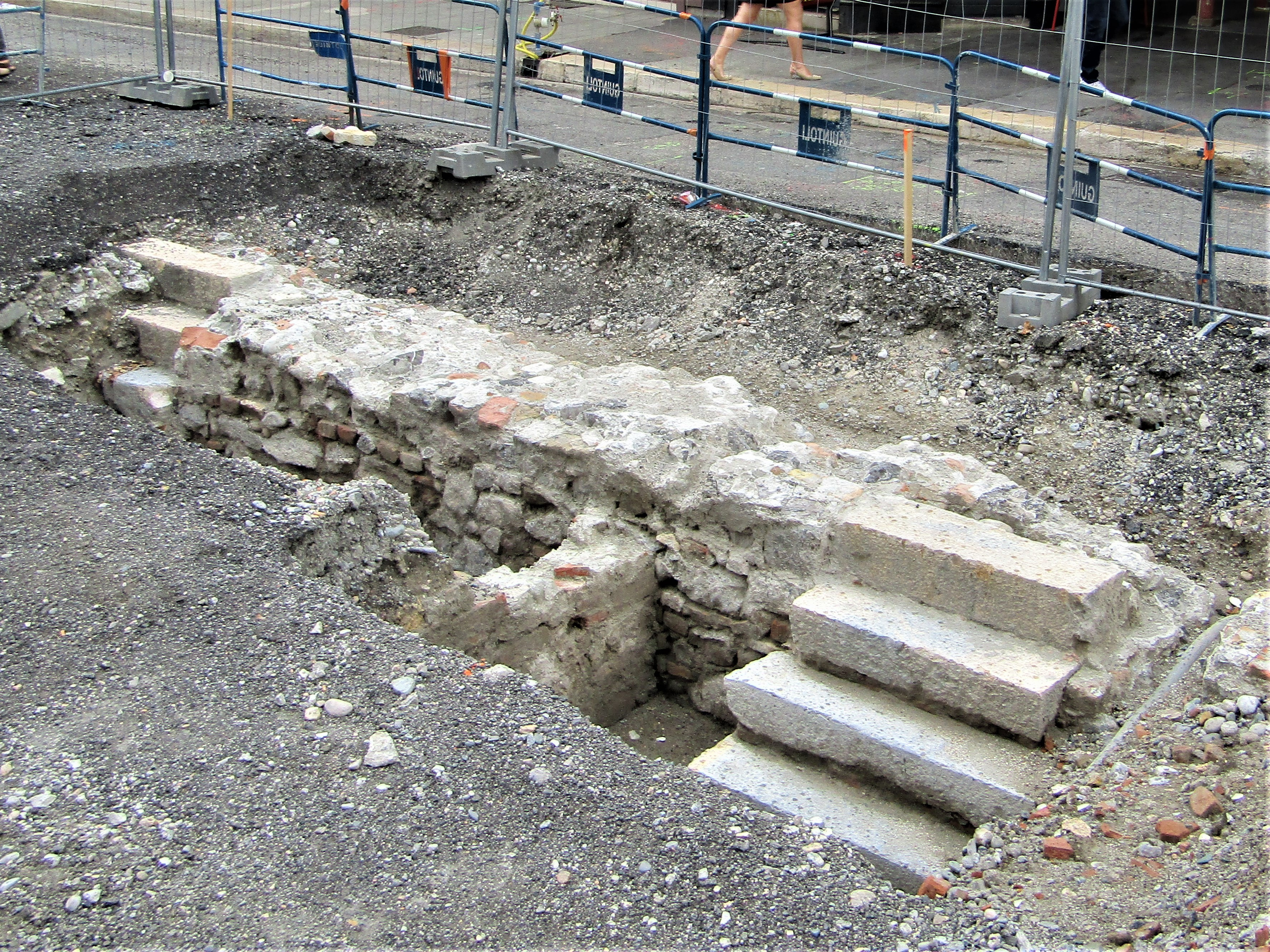
Ruines de l'ancien couvent des dominicains découvertes lors de fouilles effectuées dans la rue de la République en 2019.

Durant l'époque gallo-romaine, le site de la rue de la République correspondait au tracé méridional des remparts de Gratianopolis qui restèrent en place jusqu'à la fin du Moyen Âge. En 1963, à l'occasion de travaux de rénovation dans le centre-ville liés à la construction d'un immeuble, les bases de trois tours du rempart sont mises au jour et ensuite reprises par des fouilles archéologiques (cette enceinte date des règnes conjoints des empereurs Dioclétien et Maximien, ce qui a permis ainsi de dater leur édification entre 286 et 293). 
Entre le XVIIe siècle et le début du XXe siècle, le même site correspondait à un passage dénommé « passage de la Bougie » ou « passage de la Halle » (passage des Jacobins durant la Révolution française) en raison de la proximité des bâtiments de la Halle aux Grains situés près de là. Durant l'Ancien Régime, ce passage marquait également un des entrées du couvent des Dominicains. Des restes des bâtiments de cet ordre religieux ainsi que des sépultures, datant probablement du XIIIe siècle ont été mis au jour en juillet 2019 à l'occasion de fouilles préventives menées par l’Institut national de recherches archéologiques préventives (INRAP) dans cette même rue,.
En 1908, un groupe d'immeubles, situé sur le côté est de la place Grenette, est rasé afin de créer la rue de la République qui se terminera alors en impasse. En 1965, c'est durant le mandat d'Albert Michallon que les immeubles jouxtant la rue Lafayette sont, à leur tour, démolis ouvrant ainsi la rue de la République jusqu'à la Halle Sainte-Claire. C'est durant cette même période que fut construit l'immeuble de l'office de tourisme et le grand immeuble dont la partie située à l'ouest abrite un vestige des remparts romains de Grenoble située à l'angle de la rue Lafayette.
En 2017, la municipalité entreprend la piétonnisation partielle de cette voie (entre la rue Lafayette et la place Grenette), laquelle deviendra effective à la fin de l'année 2019, après un réaménagement complet du secteur,.

## Bâtiments remarquables et lieux de mémoire
- La chocolaterie-confiserie Pelloux-Prayer (créateur de la « Coque de noix de Grenoble »[12]) était située au no 2 de la rue de la République et l'immeuble situé à cette adresse a gardé les traces des travaux effectués par l'architecte André Papet qui construisit les immeubles de cette partie de la rue. L'immeuble est toujours orné des sculptures et des encorbellements créés par le sculpteur Xavier Borgey qui fut le directeur du musée de Grenoble de 1917 à 1919[13].

- Le no 5 de la rue héberge le Grand Hôtel de Grenoble qui est classé 4 étoiles[14]. Le grand immeuble hébergeant les chambres, en étages et qui comprend également les commerces voisins constituait au XVIIIe siècle un cloitre[15].

- Après avoir occupé l'angle de la rue Montorge et du passage du Jardin de ville à sa création (sous le nom de syndicat d'initiative de Grenoble[16]), l'office de tourisme de la ville s'est installé au no 14 de la rue de la République dans un immeuble qui abrite également la médiathèque centre-ville, un bureau de poste, la maison de la montagne et quelques commerces.

Quelques photos de bâtiments de la rue de la République
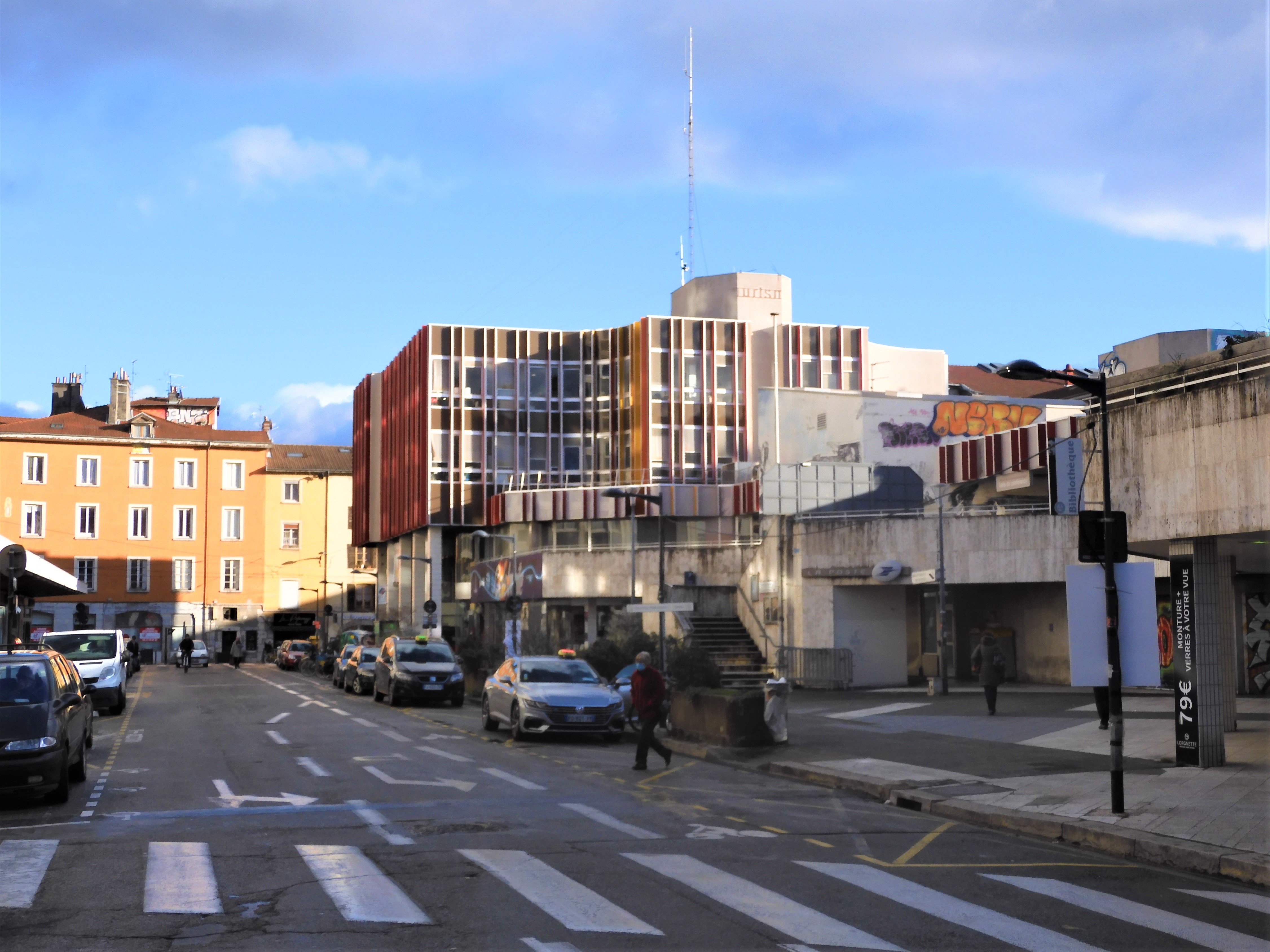
Partie non piétonnisée de la rue de la République et l'office de tourisme de Grenoble.
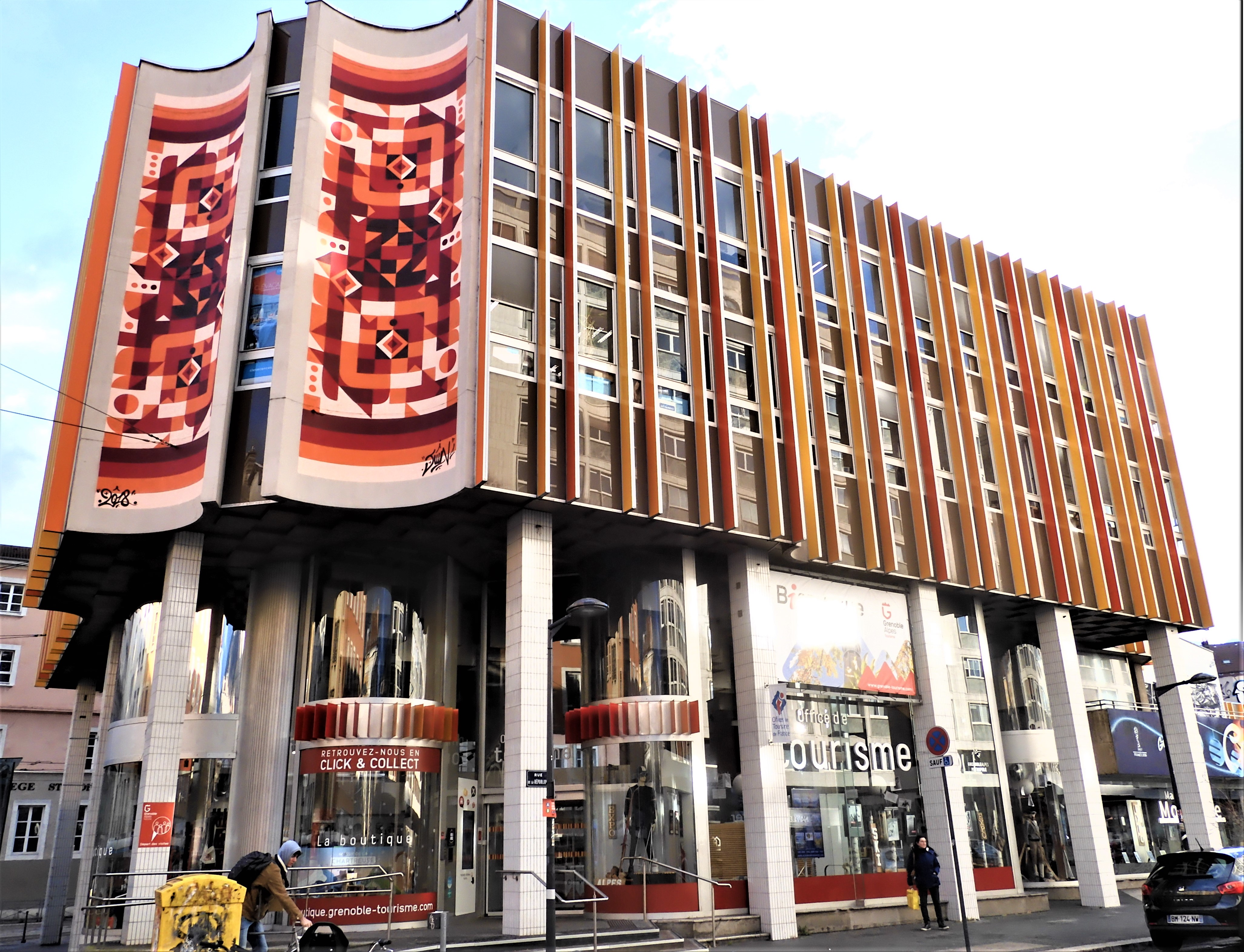
L'office de Tourisme de Grenoble.
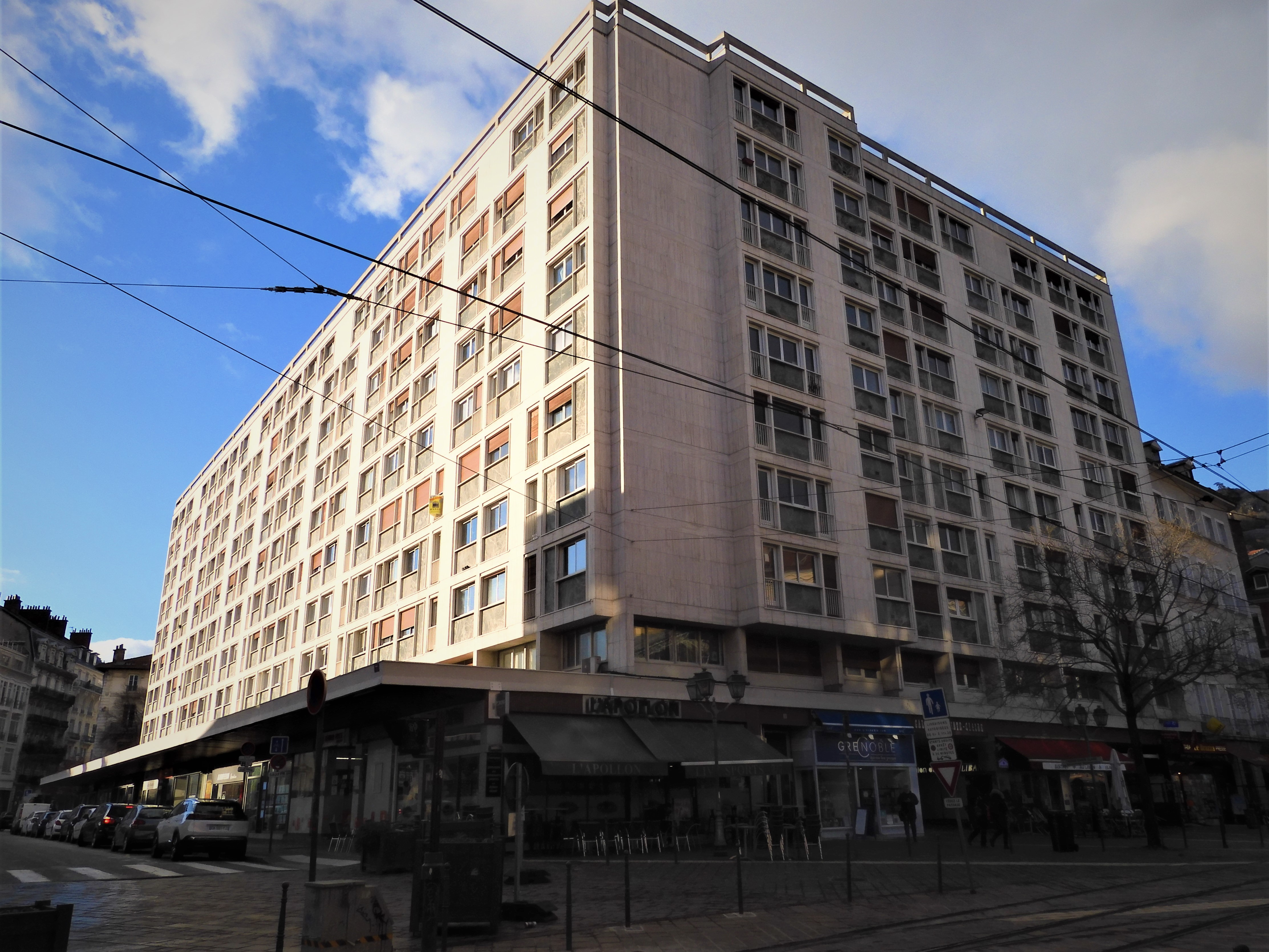
Immeuble à l'angle rue de la République et de la place Sainte-Claire.
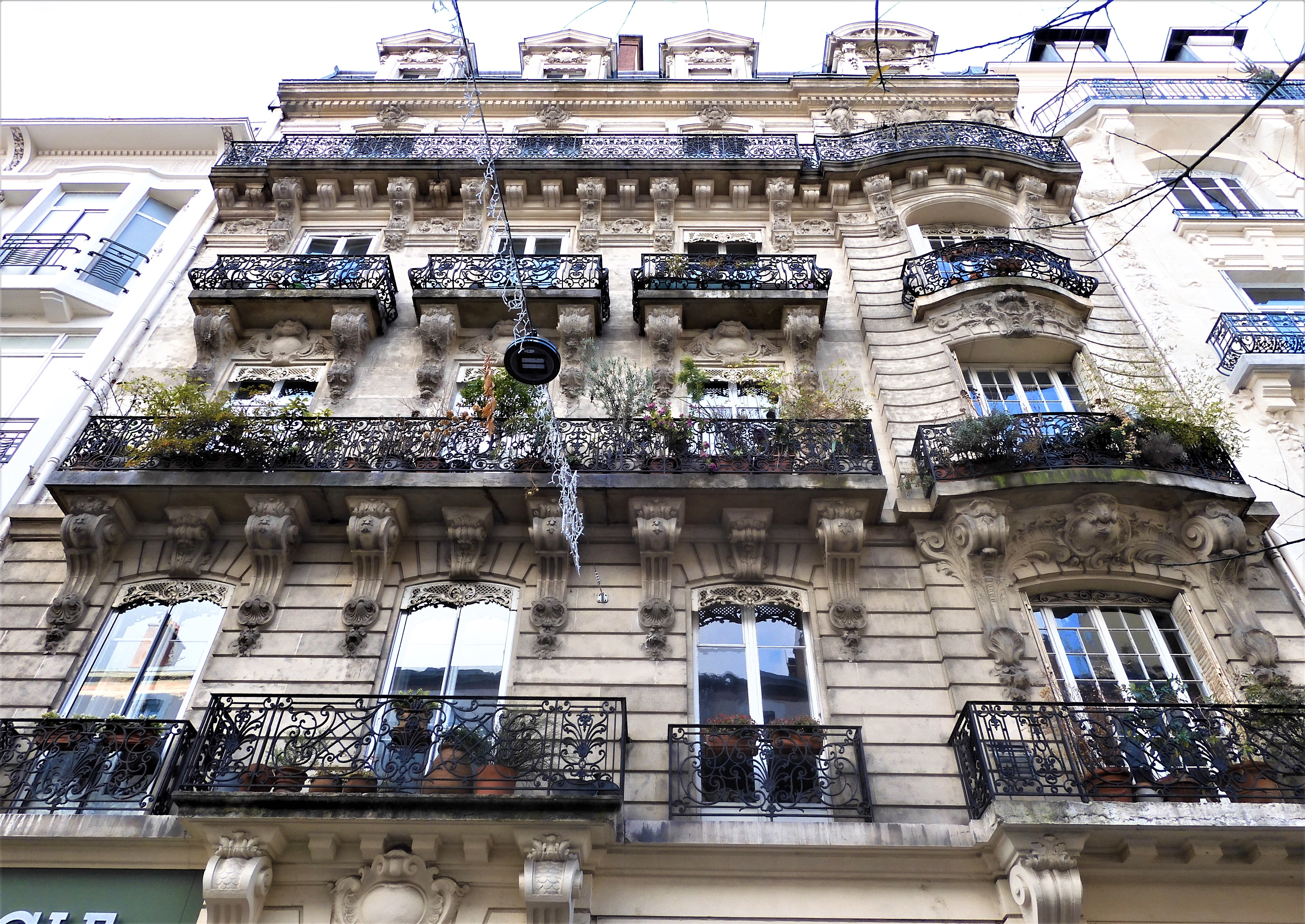
Façade du n°2 de la rue de la République.
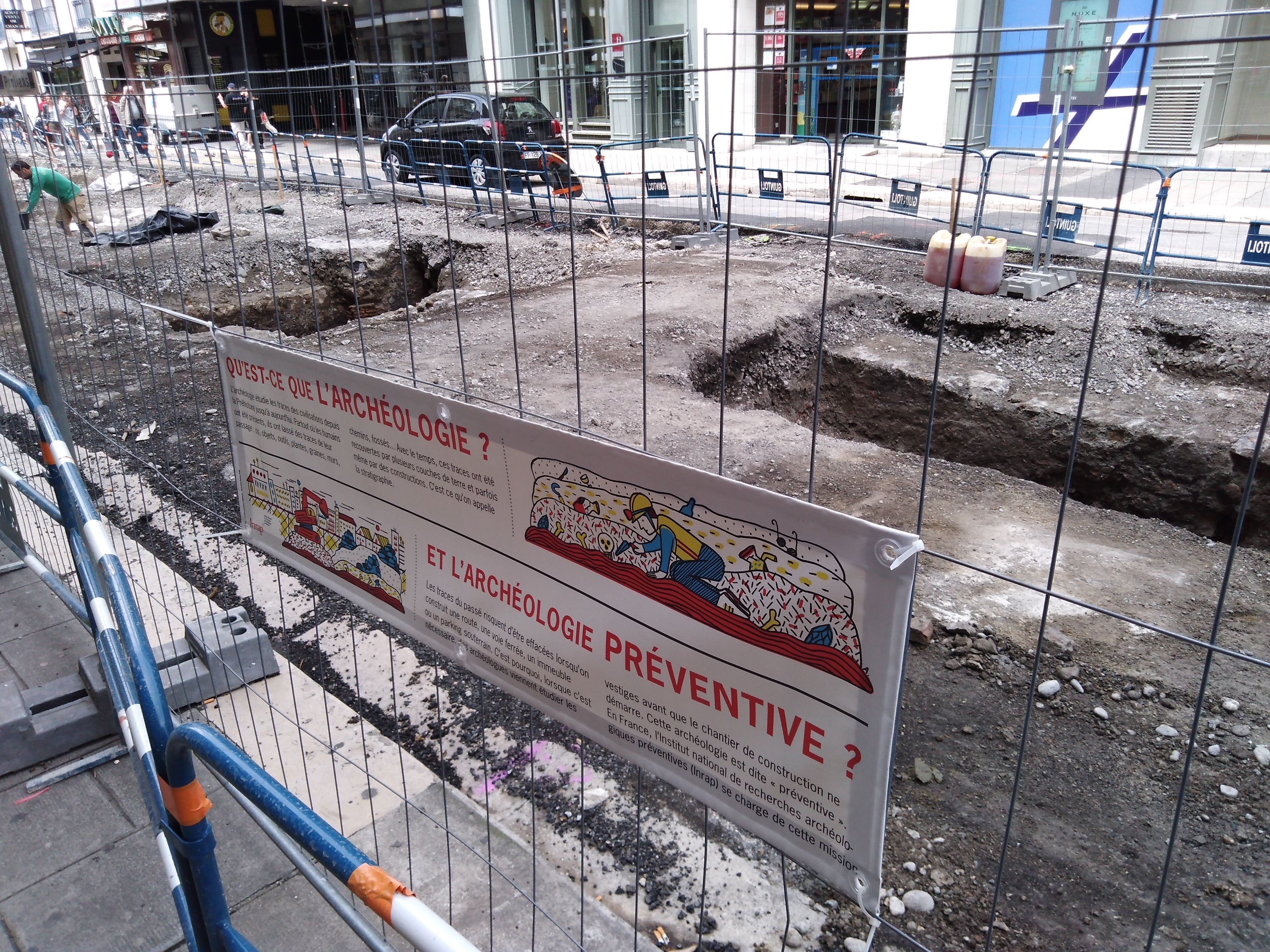
Fouilles de juin 2019, rue de la République.